# مرداد ۱۳۸۸
مرداد ۱۳۸۸، پنجمین ماه سال ۱۳۸۸ هجری خورشیدی است.
آغاز آن پنج‌شنبه، ۱ مرداد ۱۳۸۸ برابر با ۲۳ ژوئیه میلادی است.

## رویدادها
- ۲۹ مرداد - دومین دوره انتخابات ریاست جمهوری افغانستان